# Бьюри, Эдмунд
Эдмунд Уильям Бьюри (англ. Edmund William Bury; 4 ноября 1884, Лондон — 4 декабря 1915) — британский игрок в рэкетс, призёр летних Олимпийских игр.
Бьюри участвовал в парном турнире по рэкетсу на летних Олимпийских играх 1908 в Лондоне. В паре с Сесилом Браунингом они сразу вышли в финал, но проиграли Вейну Пеннеллу и Джону Джейкобу Астору и заняли второе место.